# シルフィード (ゲーム)
『シルフィード』（SILPHEED）は、ゲームアーツが発売した擬似3D縦スクロールシューティングゲームのシリーズ。1986年にPC-8801mkIISR以降用として発売され、1988年にFM77AVへ移植された。その後もコンシューマゲーム機などへ何度も移植・リメイクされている。
パソコン版とMEGA-CD版のタイトルは『SILPHEED』、PS2版は『SILPHEED -THE LOST PLANET-』、Xbox 360版は『PROJECT SYLPHEED』（これのみSYLPHEEDになっている）、android版は『SILPHEED Alternative』。
シルフィードとはヨーロッパの伝説や錬金術で言及される風の妖精に由来するが、本来の英字表記はSYLPHIDである。当初、本来通りの綴りにするつもりであったが、ロゴとしての体裁が悪かったため、造語にしたと語っている。

## ストーリー
時は宇宙紀元6502年、ここビラリウスは繁栄を続ける銀河連邦の首星であった。ある日突然、ビラリウスのすべてを司るスーパー・ネットワーク・コンピュータ「ユグドラジル」が緊急通信を傍受した。
“レッド・アラート、レッド・アラート。こちら第8エリア防衛基地。反逆者ザカリテのゲリラ攻撃が開始された。敵の戦力は、わが基地を圧倒している。しかも停滞フィールドを使用しているため、反応弾は無効。至急、救援を請う! ”
この通信を受けた銀河連邦政府は、緊急閣議を開き対応を練ったが、時間的制約と反応弾が使用不可能なことから、なんら解決を見出せずにいた。作戦の決定はスーパー・ネットワーク・コンピュータ「ユグドラジル」に一任され、その1時間後、「ユグドラジル」から唯一実行可能な作戦が示された。
“開発ナンバーSAX-0029「シルフィード」による、単独奇襲攻撃”

## シリーズ展開

### パソコン版
SILPHEED（PC-8801mkIISR）
1986年12月5日発売。キャラクター数45種類、攻撃パターン60種類、5種類のウェポン、12曲のBGM、20面のステージ数等のゲーム仕様の他、アナログパレットへの対応、毎秒15枚の高速書き換え、CSMモードによる音声合成、総容量737KBのフォーマット、ジョイスティックや8MHz機への対応など、技術的な部分をフィーチャーした店頭デモなどによる広告が行われた。
SILPHEED（FM77AV）
1988年3月19日発売。88版とゲームの内容は同じだが、デモンストレーション部分が多色で描き直されている他、88版ではキャラクター紹介になっている部分が英文でのストーリーのスクロール表示とグラフィックスの組み合わせに変更されている。
SILPHEED（Apple IIGS）
1989年7月発売。開発はSynergistic Software、販売はシエラ・オンライン。
SILPHEED（IBM PC互換機）
1989年4月発売。開発はSynergistic Software、販売はシエラ・オンライン。

### コンシューマゲーム機版等
SILPHEED（メガCD）
1993年7月30日発売。パソコン版とはゲームシステム以外の共通箇所の無い新作である。3Dポリゴン表示が売りであるが、自機や雑魚敵等の処理が軽い部分のみがリアルタイムポリゴン表示であり、背景はあらかじめCD-ROMに収録されているムービーを流し、同期させている。背景ムービーは最大15コマで収録され、当たり判定の都合上ポリゴンとムービーの乖離を防ぐ配慮がなされており、全画面がリアルタイムのポリゴン表示であるかのような迫力を生み出している。ゲーム中は常に背景ムービーを読み込んでいるため、BGMはCD音源ではなく内蔵音源を使用している。背景ムービーを常時読み込む過程でメガCDのディスクドライブに高負荷が掛かるため、メガCDの製品寿命を縮める可能性がある。
なお、背景データはNASAが全面協力しており、スタッフロールでもその存在が確認できる。
SILPHEED -THE LOST PLANET-（PlayStation 2）
2000年9月21日発売。販売はカプコン、開発はトレジャー。背景もリアルタイムポリゴン表示になった。敵キャラのほとんどが生物的、もしくは生物と機械の融合体とも言えるデザインになっている。プロローグムービーからわかるように、実質的にはメガCD版の続編になる。それゆえ、ステージ間ビジュアルシーンにおいても前作で使われた味方の空母及び輸送艦がリアルタイムポリゴンで登場し、終盤戦ではメガCD版の最終ボスキャラも登場する。ステージごとに武器を変える戦略性やスコアアタックの追加など完成度は高い評価を得ている。
プロジェクトシルフィード -PROJECT SYLPHEED-（Xbox 360）
2006年9月28日発売。販売はスクウェア・エニックス、開発にメガCD版、PS2版同様にセタ映像コンテンツ事業本部（旧：戦船）が加わる。
SILPHEED Alternative（android）
2011年1月28日配信。配信元はガンホー・オンライン・エンターテイメント。ジャンルは3Dフライトシューティング。
現在では2013年12月11日をもって販売終了している。
SILPHEED（メガドライブ ミニ2）
2022年10月27日発売。メガCD版の移植作品。販売はセガ、開発はエムツー。
EGGコンソール シルフィード PC-8801mkIISR（Nintendo Switch）
2023年12月21日配信。PC-8801mkIISR版のエミュレーション化作品のダウンロード版。発売はD4エンタープライズ。

## ゲームシステム
プレイヤーは、自機であるスーパー・ドックファイター「シルフィード」を操作して、隠密のうちに敵艦隊を殲滅することが任務の目的である。エネルギーの補給やウエポン（武器）の増強は、エリアごとに設けられている自由機動要塞にて行える。任務遂行中に出現する破壊可能なアステロイドは、物質転送機によって送り込まれたパワーアップ・パーツが収められたカプセルである。これを破壊することによって出現するパワーアップ・プレートを取れば、シルフィードの武装や防御力を強力にすることが出来る。
Xbox 360版とそれ以前では、全く別物のゲームといえる。

### パソコン版/MEGA-CD版/PS2版
自機・敵機がポリゴンで3D表示されており、奥（つまり画面上方）にいくほど小さく、手前（画面下方）に来るほど大きく表示される。表示上は3Dであっても、ゲーム内容そのものは2D縦スクロールシューティングゲームとなっている。この形式はハーフトップビューシューティングゲームとも呼ばれる。画面はポリゴンによる一部のキャラクタと、障害物、弾、爆発、敵の一部などは予め用意された複数のパターンから描画している。オープニング・デモ画面は、ワイヤーフレームで描かれた自機「シルフィード」の発艦シーンから始まり、「シルフィード」や敵戦艦など各キャラクターごとの全スペックが紹介されるデモが流れる（PC-88版）。
残機無しのシールド制。ダメージが蓄積してシールドゲージが無くなった状態で更にダメージを受けると、エンジンが破損する（スピードアップアイテムの効果が失われ自機の動きが遅くなる）か、装備した武器が片方破損する（連射アイテムの効果が失われた上、片側の武器が攻撃できなくなる）。最終的には自機が爆発してゲームオーバーとなる。なお、ここでいう「武器の破損」は、後述の「武器の故障」とは別の概念である。
各面の最後にはボスがいる。各面をクリアすると獲得した点数に応じて装備できる武器が増えていく。それらの武器の装備はステージ開始前に自由に選択でき、自機の左右に独立して装備される。パソコン版/MEGA-CD版ではステージ途中での変更は行なえないので、良く考えて装備しなければならない。PS2版ではステージ中に補給機が登場し、一定量のシールド回復と共に武装の変更が可能（ただしタイミングは任意ではない）。

#### 合成音声
前述のとおり、PC-88版、FM77AV版でもYM2203（FM音源チップ）のCSMを用いた音声合成によるイベント毎の敵（ザカリテ）や味方（基地オペレーター）の演出が話題になった。現在のそれとは異なり、サイン波に分解した波形をチップの機能を用いて合成し再生（再現）するというものである。
構造上フォルマント解析の必要があり、当時のハードウェアでは演算に時間、手間がかかったことや、音質が良くないことなどの制約がある反面、チップの機能による補助の恩恵から再生そのものの負荷やデータ量はPCMなどの再生よりも大幅に軽量というメリットが有った。ゲームアーツでは本作以降、同社ロゴ表示のサウンドステッカーやデモの演出などで積極的に使用している。
以下に本作で使われた合成音声の一部を挙げる。
- Presented by GAME ARTS （ロゴ表示）
- 私は宇宙の帝王ザカリテ。グロアールある限り貴様らごときに倒されはせん （1面冒頭）
- はっはっはっはっはっはっはっは! お前は弱かった! （1〜5面ゲームオーバー）
- はっはっはっはっはっはっはっは! お前の力はそんなものか! （6〜10面ゲームオーバー）
- はっはっはっはっはっはっはっは! なかなかやるな、しかしその程度では私は倒せんぞ! （11〜15面ゲームオーバー）
- はっはっはっはっはっはっはっは! はっはっはっはっはっはっはっは! （16〜20面ゲームオーバー）
- うーむ、グロアールをやられてしまっては仕方がない、今日のところは引き上げだ。私は、あきらめんぞ （エンディング）

### Xbox 360版
表示上は3Dでもゲーム内容は2Dである他の作品とは異なり、自由な3D空間移動が可能な3Dシューティングとなっている。
通常の加速減速のほかに、スピードマッチ（ターゲット中の敵機との速度を自動的に合わせて距離を保つ（操縦は手動））、アフターバーナー（急加速）、パワーカット（慣性飛行）が可能。パワーカット中は進行方向を維持したままで機首振りが可能なため、大型艦と平行移動しながら舷側をなめるように攻撃することが可能。また、その場での180度ターンやサイドロールといった特殊機動（マニューバ）があり、使いこなすことで戦術の幅が広がる。
必殺技として、「装備中の武装を一斉発射」、「シールドを展開して体当たり」、「一時的に時間の進みが遅くなる」の3種類があり、必殺技ボタンを押している長さによって選択・発動させることが可能。
各面で獲得したポイントによって、武器や装備を開発することができ、開発によって使用できる装備が増えていく。武器の装備はステージ開始前に自由に選択でき、自機の先端/前部/後部/下面に装備される。ステージ中の変更は不可。
武装には弾数制限がある。ステージ中にある補給ポイント（母艦またはタンカー）に接近し、補給ボタンを押すと回復する。また、武装にはオーバーヒートが存在し、連続発射によってオーバーヒートするとその武器は一定時間使用できなくなる。
残機なしのシールド制で、シールドと機体耐久力を別個に持つ。シールドは被弾のほか、特殊な加減速（アフターバーナー/パワーカット）や特殊攻撃（必殺技）によっても減少する。シールドは一定時間で徐々に回復する。シールドがない状態で被弾すると機体耐久力が減少し、0になるとゲームオーバーとなる。機体耐久力は自然回復はしないが、前述の補給によって回復する。

### 武器
この節では、武器についてパソコン版に基づき説明する。
ゲーム開始時から使えるFORWARD BEAM以外の武器は、スコアが5万点増えるごとに1つ追加される。これも武器選択と同じく左と右で独立しており、左右それぞれの武器がどれだけ（敵を倒して）点数を得たかがゲーム内でカウントされている。左右バランス良く点を取っていかないと、片側だけ武器が増えていき、もう一方はまったく増えないという場合もある。

#### 武器の選択
武器（シルフィード・ウエポン）は自機の左と右に1つずつ搭載され、各エリア開始前の武器選択画面でどの武器を搭載するか選択することができる（1面を除く）。左右で別の武器を選んでも良いし、両方で同じ武器を選んでも良い。配置されている敵やエリア構成により、選択する武器で攻略のし易さが変わってくる。例えば、レーザーを反射する敵が出現する面でLASER CANNONを選択したり、前方からしか敵が出現しない要塞面でPHALANX BEAMを選択したり、破壊困難な隕石が多数飛来する面でAUTO-AIMINGを選択すると、攻略が難しくなってしまう。
FORWARD BEAM以外の武器には故障という概念がある。エリア中で自機がダメージを2回受けると武器が故障したものと判定され、次のエリアの武器選択画面で、武器アイコンが青色で表示され使用不可となる。アイコンが青色状態では武器選択ができず、水色で表示される使用可能な武器を選ぶほかなくなる。また、故障効果は2エリア続く（例：AREA03で使用し壊れた武器は、AREA04・05で使用不能）。エリアのはじめにある補給ステーションに入ると、修理とシールドを回復するという設定である。
なお、アイテムによりシールドなどを回復させることができるが、武器が一旦故障してしまうとアイテムでは修理できない。

#### 武器の種類
FORWARD BEAM
自機の正面前方に1発ずつ発射される。画面内最大3連射。ゲーム開始時から使える武器であり、補給艦にストックが豊富にあるため故障で使用不可になることがない。
PHALANX BEAM
自機の前方へ扇状に5発、側方へ2発、これらが一度に発射されるが連射性が悪い。連射は出来ないものの、前方・側方でそれぞれ連射判定が分かれている。例えば、前方に発射した弾が消えていなくても、側方の次の弾を撃てる。
V-WARD BEAM
自機の前方向にV字状に2発、発射される。画面内最大3連射。
LASER CANNON
自機の正面に威力の強いレーザーが発射される。破壊力は大きいが、命中率は小さい。連射はできないが、タイミング良く再発射することで画面内最大2発撃てる。特定の敵にはレーザーを反射されてしまい、これが自機に当たるとダメージを受ける。
AUTO-AIMING
全自動照準で、周囲の敵へ自動的に照準を定めて、1発ずつ発射される。画面内最大5連射。敵に反応する範囲は片側180度であり、例えば左側に装備しているAUTO-AIMINGは、自機から見て右側の敵には反応しない。

### アイテム
面の途中で飛来する隕石（ゴラン）を武器で破壊すると、アイテム（パワーアップ・プレート）が出現する。アイテムは10種類存在し、四角に英文字で表され、宇宙を浮遊しながら自機（手前）方面に降りてくる。アイテムを取ることで、以下のような効果が得られる。
- W（Weapon Power Up） - 武器の威力が向上する[6]。最大3個。4個目以降は2,000点が得られる。
- S（Speed Up） - 自機の移動速度が向上する[6]。エンジンが破損すると失われる。最大1個。2個目以降は5,000点が得られる。他のアイテムを取らずにSだけを連続して取り続けると、得られる点が増加していく。
- F（Automatic Fire） - 連射機能がつき、攻撃キー（ボタン）を押下し続けるだけで連続攻撃が可能となる[6]。左右いずれかの武器が破損すると失われる。最大1個。2個目以降は1,000点が得られる。他のアイテムを取らずにFだけを連続して取り続けると、得られる点が増加していく。
- B（Set Barrier） - 敵の通常弾を無効化するバリアが張られる[6]。体当たりを喰らうと失われる。全20面中2箇所でしか出現せず、1個目のバリアが有効な状態で2個目を取ると特別ボーナスが得られる。
- A（Asteroid Belt） - 自機を中心に3個の隕石（アステロイド）がまわり、敵を撃破し、自機の防御に役立つ[6]。3個すべて破壊されるか、面クリアまで有効。
- D（Destroy） - 画面上の敵や障害物を破壊する。要塞面では地形以外を破壊する。
- H（Shield Advance） - シールドのダメージを1つ回復する[6]。最大6個。全回復状態で取ると2,000点が得られる。
- I（Invincible） - 一定時間無敵になる[6]。無敵時間中に体当たりで敵機を倒すと、1機につき1,000点が得られる。
- N（Bonus Score） - 5,000点が得られる。
- R（All Repair） - シールドが全回復し、破損個所がすべて修理される。使用不可になっていたパーツも使用可能な状態になる。ただし、失われたSやFの効果は回復しない。全回復状態で取ると2,000点が得られる。

## メカニック
メガCD版より登場した、自機以外の艦艇などは以下の通り。

### 銀河連邦軍
殆どが有人艦で占められている。
レイランド級 戦闘空母
シルフィードの母艦となる宇宙空母で、最大16機の艦載機を搭載することが可能。
艦種は戦闘空母となっているが武装は14基のパルスレーザー砲と各種ミサイル等と軽武装であり、現実世界でいう航空母艦と同等の役回りとなっている。
劇中で艦名が判明している艦は「ダーナ」、「ビアレス」の2隻。
ブリッツ級 巡洋艦
銀河連邦軍に属する旧式の巡洋艦。艦中央部に高出力の粒子ビーム砲を搭載し、外観特徴としては船体外側に6基のエネルギータンクを装備している。
主武装の粒子ビーム砲は照準を合わせるのに船体を動かす必要があるため運用上効率が悪く、その上機動力も低く武装も旧式のためかなりの貧弱。作中では惑星域警備やレイランド級の護衛が主な任務としている。
ザカリテ内戦（メガCD版）から31年後となっているPS2版においても既に旧式化しているとはいえ、惑星ソロントをはじめとする開拓惑星域にて運用を続けている区域も存在している。
星間巡行弾
PS2版にて運用された惑星破壊兵器で巨大な弾頭や大型化した推進器部を露出したような外見特徴を持つ。
ゲーム序盤において敵に乗っ取られたソロント対して攻撃を行ったものの、敵のバリアーに阻まれて攻撃は失敗に終わっている。
ネオ・グレイゾンシステム
PS2版にて運用されていた地球防衛システムで、旧ソロント軍が持ち帰った「敵」との戦闘記録データーを元に旧グレイゾンシステムの設計を改善を行って作られた軌道防衛要塞。複数地球軌道上に建造され「敵」襲撃に備えていたが、決戦時に於いて敵艦隊を搭載砲による一斉砲撃を加えるも、ソロントを基に作られた敵大型艦のバリアーによって阻まれる。その後、敵大型艦からの粒子砲の一撃で壊滅した。

### 太陽系軍
もともとは銀河連邦の一部隊に過ぎず、地球守衛のために地球軌道上に置かれたスーパーコンピューターを搭載した軌道要塞「グレイゾンシステム」の指揮下で運用されていたが、ザカリテのハッキングによりシステム支配を奪われる結果となった。
ヘリオ・ベイ 巨大戦闘母艦
太陽系軍のきわめて巨大な戦闘母艦で、20隻のレスターク級突撃砲艦を右舷に伸びるアームデッキにて係留および補給を行うことが可能。
この艦だけは有人艦らしく、艦固有武装は無いものの脱出ユニットにはプラズマキャノンを装備している。
レスターク級 突撃砲艦
太陽系軍にて運用された最新鋭の無人突撃砲艦で、前述のヘリオ・ベイとの連携運用により外宇宙への長期運用が可能となっており、1000隻以上が主力として建造されている。
ナイゼス級 機動砲艦
太陽系軍にて運用された旧式の無人砲艦ではあるが。小振りな船体に2門の粒子ビーム砲という外見的な特徴を持ち、その上小振りな船体を生かした高い戦闘能力を持つため100隻以上の現役艦の存在を確認されている。
ゼグノ・ジオ級 重巡洋艦
太陽系軍にて運用されている無人巡洋艦で、150基以上の対空パルスレーザー砲を内蔵。防空任務を要任としている。
通常は船殻内に全ての砲門を収容した状態で行動しているが、射程内に入ったとたんに船殻を開放後砲門展開して防空攻撃を行う。
実質配備したばかりの艦艇で数は8隻とそれほど多くは無く、同型艦として名前が確認されているだけでもネームシップの「ゼグノ・ジオ」をはじめ「ゼグノ・ガル」・「ゼグノ・ザン」の存在が確認されている。
ゲーレス級 高速戦艦
太陽系軍にて運用されている無人戦艦で、圧倒的な破壊力を持つプラズマキャノン砲を持ち、大出力のプラズマエンジンを生かした高い機動力を持つ。また、防空能力も18基のパルスレーザー砲と自艦防空火力も優れており。その上防空用戦闘機も多数搭載している。

## 評価
PC-8801mkIISR版
ホビーパソコン関連雑誌『マイコンBASICマガジン』の1987年2月号の紹介記事によれば、「さすがゲームアーツの力作で、大変おもしろいシューティングゲームにできあがっている」と総評したうえで、「操作性も抜群（中略）なるべくなら、ジョイスティックを使った方がいい」「敵や、自分のパワーアップ・ウエポンなども個性が強く、うまくパワーアップを行わないと、いきなりやられる」「一回使ったパワーアップ・ウエポンは、回復に時間がかかり、続けて使えないところがミソ」と、そのゲーム性について肯定的なコメントを残している。
さらに起筆すべきこととして、FM音源による音声合成とオープニング・デモを挙げており、音声合成は「とくにゲーム・オーバー時のメッセージは大ぼけで笑える」、オープニング・デモは感動ものと紹介した。

## その他
- 最初のPC-8801版は、当初1985年11月発売予定でアナウンスされていたが、開発が難航したため[1]、度重なる延期の末、1年後の1986年12月にようやく発売された。
- PC-8801版のフロッピーディスクの2枚目（ゲーム・ディスク2）はN88-BASIC（DISK-BASIC）から読み込めるファイルがあり、テキストベースの隠しBASICゲームが2種類収録されている[7]。
  - 「SILPHEED II」[7]は固定画面の縦シューティングゲーム。最初に武器を選び、暫くは迫って来る「ザカリテ」を撃ち落として行き、最後に現れる「グロアール」を破壊すればクリア。
  - 「RETURN OF XACALITE」[7]は早押しゲーム。「オレハウチュウノテイオウ ザッザッザッ……」とランダムに文字列が伸びて行き、「ザカリテダ」と出た瞬間にスペースキーを叩けば勝ち、出る前にキーを叩いてしまったり遅れた時は負け。
- パソコン版では19面クリア前までにカウンターストップすると、アナザーエンディングを見ることができる。カウンターストップしたステージをクリアした時点で強制的にエンディングとなることから、通常エンディングとは排他である。
- メガCD版の背景動画部分はリアルタイムのポリゴン表示ではなく、プリレンダリングである。後年に動画データをPC上で再生するフリーウェアが公開されている。
- 自機（シルフィード）は、一機あたり「一艦の宇宙巡洋艦なみ」の攻撃能力を持っているという設定になっている。
- PC-8801版のマニュアルには登場機体・艦艇（一部を除く）についての解説があり、自機「シルフィード」については推進システム（従来の水素燃焼型からヘリウム燃焼型に移行したことで格段に出力が向上し高出力エネルギー兵器対応と強力なシールドを実現）や装甲材（新型複合装甲「シタデル」）、さらにはキャノピーの素材（「クリヤーアロイ」（透明な合金）と呼ばれる材質で、「シタデル」装甲材と並んで強力な防御力の一因となっている）についてまで詳細に記述されている。